# Thuộc địa hoá không gian

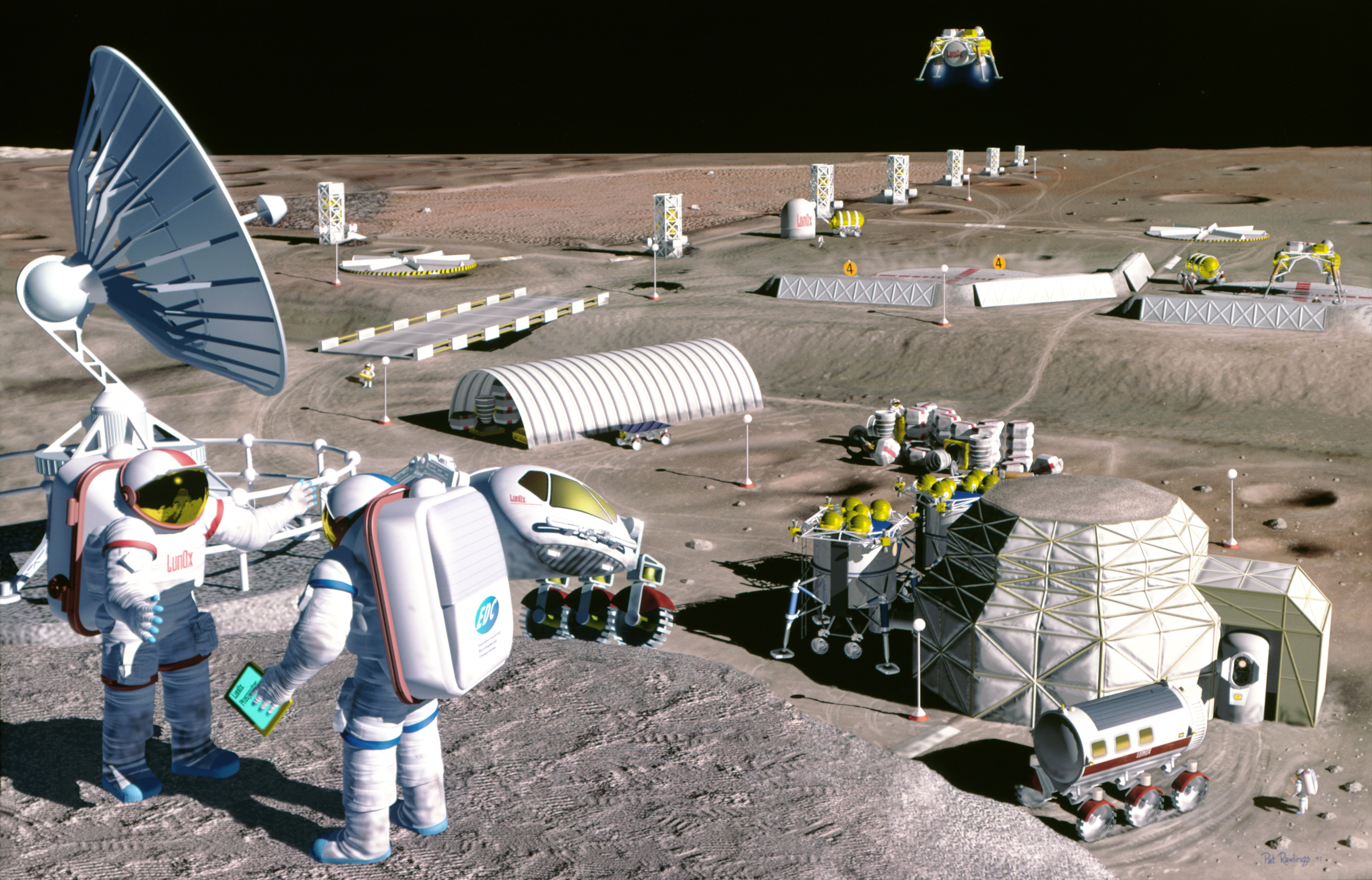
Minh họa về lãnh địa trên Mặt Trăng của con người

Thuộc địa hoá không gian là việc tiến hành xây dựng các thuộc địa giúp con người có thể định cư bên ngoài Trái Đất. Hoạt động bao gồm chiếm đóng, sở hữu và khai thác các thiên thể ngoài vũ trụ như các hành tinh, tiểu hành tinh hay chỉ là thiên thạch.
Đến nay, vẫn chưa có thuộc địa nào được xây dựng bên ngoài Trái Đất. Việc xây dựng một thuộc địa không gian vẫn là thách thức lớn về công nghệ và kinh tế của nhân loại. Các khu định cư không gian sẽ phải cung cấp gần như tất cả (hoặc tất cả) nhu cầu vật chất của hàng trăm hoặc hàng ngàn con người trong môi trường không gian vô cùng nguy hiểm. Về công nghệ, chẳng hạn như các hệ thống hỗ trợ sinh thái được kiểm soát, chúng vẫn chưa được phát triển. Vấn đề khác phải đối mặt là vấn đề chưa biết về cách con người cư xử và việc phát triển mạnh ở những nơi như vậy một cách lâu dài. Đồng thời, chi phí hiện tại của việc gửi bất cứ thứ gì từ bề mặt Trái Đất vào quỹ đạo (khoảng 2.500 USD mỗi pound đến quỹ đạo, dù chi phí dự kiến sẽ tiếp tục giảm), lập một thuộc địa không gian trong hiện tại là một dự án tốn kém.
Vẫn chưa có kế hoạch xây dựng các thuộc địa không gian của bất kỳ tổ chức quy mô lớn nào, dù là chính phủ hay tư nhân. Tuy nhiên, đã có nhiều đề xuất, nghiên cứu và thiết kế cho các khu định cư không gian đã được thực hiện qua nhiều năm, từ một số lượng đáng kể những người và các nhóm ủng hộ thuộc địa không gian. Một số nhà khoa học nổi tiếng, chẳng hạn như Freeman Dyson đã ủng hộ xâm chiếm thuộc địa không gian.

## Nguyên nhân

### Sự tồn tại của nền văn minh nhân loại
Lập luận chính kêu gọi thực dân hóa không gian là vì sự tồn tại lâu dài của nền văn minh nhân loại. Bằng cách phát triển các địa điểm định cư ngoài Trái Đất, sinh vật trên Trái Đất bao gồm cả con người có thể sống sót trong trường hợp thiên tai hủy diệt.
Nhà vật lí lý thuyết và vũ trụ học Stephen Hawking đã lập luận cho việc thực dân hóa không gian như một phương tiện cứu nhân loại. Năm 2001, Hawking dự đoán rằng loài người sẽ bị tuyệt chủng trong vòng một nghìn năm tới, trừ khi các thuộc địa có thể được thiết lập trong không gian. Năm 2006, ông nói rằng nhân loại phải đối mặt với hai lựa chọn: hoặc chúng ta xâm chiếm vũ trụ trong vòng hai trăm năm tới và xây dựng các địa điểm dân cư trên các hành tinh khác, hoặc chúng ta sẽ đối mặt với viễn cảnh tuyệt chủng lâu dài.
Năm 2005, Quản trị viên NASA Michael Griffin đã xác định thuộc địa không gian là mục tiêu cuối cùng của các chương trình không gian hiện tại, nói rằng:
"...mục tiêu không chỉ là khám phá khoa học...nó còn là việc mở rộng phạm vi môi trường sống của con người ra khỏi Trái Đất đến các hành tinh khác trong hệ mặt trời khi chúng ta phát triển trong thời gian tới...Về lâu dài, một loài trên hành tinh đơn lẻ sẽ không tồn tại...Nếu con người chúng ta muốn tồn tại hàng trăm ngàn hay hàng triệu năm, chúng ta cuối cùng phải cư trú ở các hành tinh khác. Hiện tại, ngày nay do tình trạng công nghệ nên điều này khiến chúng ta hầu như chưa thể. Chúng ta đang trong giai đoạn trứng nước của nó.... Tôi đang nói về điều đó một ngày nào đó, tôi không biết ngày đó là ngày nào, nhưng sẽ có nhiều người sống ngoài Trái Đất hơn. Chúng ta cũng có thể có những người sống trên Mặt trăng. Chúng ta có thể có những người sống trên các mặt trăng của sao Mộc và các hành tinh khác. Chúng ta có thể có những người làm được môi trường sống trên các tiểu hành tinh...Tôi biết rằng con người sẽ xâm chiếm hệ mặt trời và một ngày nào đó vượt ra ngoài."
Khoảng 1980, Louis J. Halle, trước đây thuộc Bộ Ngoại giao Hoa Kỳ, đã viết rằng việc thực dân hóa không gian sẽ bảo vệ nhân loại trong trường hợp chiến tranh hạt nhân toàn cầu. Nhà vật lí Paul Davies cũng ủng hộ quan điểm rằng nếu một thảm họa hành tinh đe dọa sự tồn tại của loài người trên Trái Đất, một thuộc địa tự cung có thể "đảo ngược" lại Trái Đất và khôi phục nền văn minh của con người. Tác giả, nhà báo William E. Burrows và nhà hóa sinh Robert Shapiro đã đề xuất một dự án tư nhân, Liên minh để cứu hộ nền văn minh, với mục tiêu thiết lập "sao lưu" Trái Đất của nền văn minh nhân loại.
Dựa trên nguyên tắc Copernicus của mình, J. Richard Gott đã ước tính rằng loài người có thể sống sót thêm 7,8 triệu năm nữa, nhưng nó không có khả năng bao giờ xâm chiếm các hành tinh khác. Tuy nhiên, ông bày tỏ hy vọng được chứng minh là sai, bởi vì "việc xâm chiếm các thế giới khác là cơ hội tốt nhất của chúng ta để đánh cược cải thiện triển vọng sinh tồn của các loài của chúng ta".

### Tài nguyên rộng lớn trong không gian
Tài nguyên trong không gian, cả về vật liệu và năng lượng, đều rất lớn. Hệ mặt trời theo ước tính khác nhau, đủ vật chất và năng lượng để hỗ trợ bất cứ nơi nào từ vài ngàn đến hơn một tỷ lần so với dân số con người trên Trái Đất hiện nay. Bên ngoài Hệ Mặt Trời, vài trăm tỷ ngôi sao khác trong vũ trụ quan sát được cung cấp cơ hội cho cả hai chế độ thực dân và khai thác tài nguyên, mặc dù hiện tại đi đến bất kỳ trong số đó là không thể. Việc du hành giữa các vì sao sẽ có khả năng nếu phát triển sử dụng tàu thế hệ mới hoặc phương pháp di chuyển mới mang tính cách mạng, chẳng hạn như nhanh hơn ánh sáng (FTL).
Khai thác tiểu hành tinh cũng sẽ là một tiêu điểm chủ chốt trong việc thực dân hóa không gian. Nước và vật liệu để tạo cấu trúc và che chắn có thể dễ dàng tìm thấy trong các tiểu hành tinh. Thay vì tái cung cấp trên Trái Đất, các trạm khai thác mỏ và nhiên liệu cần phải được thiết lập trên các tiểu hành tinh để tạo thuận lợi cho việc đi lại không gian tốt hơn. Khai thác quang học là thuật ngữ mà NASA sử dụng để mô tả các vật liệu chiết xuất từ các tiểu hành tinh. NASA tin rằng bằng cách sử dụng nhiên liệu có nguồn gốc từ các tiểu hành tinh để thăm dò mặt trăng, sao Hỏa và xa hơn nữa sẽ tiết kiệm được 100 tỷ đô la. Nếu kinh phí và công nghệ đến sớm hơn ước tính, khai thác tiểu hành tinh có thể có thể trong vòng một thập kỷ.
Tất cả các hành tinh và các thiên thể khác cung cấp nguồn cung cấp hầu như bất tận của các nguồn lực tiềm năng tăng trưởng vô hạn. Việc khai thác các nguồn tài nguyên này có thể dẫn đến nhiều phát triển kinh tế.

### Mở rộng với ít hậu quả tiêu cực hơn
*Xem thêm: Tuyệt chủng Holocen
Việc mở rộng con người và tiến bộ công nghệ thường dẫn đến việc tàn phá môi trường, phá hủy các hệ sinh thái và động vật hoang dã đi kèm với chúng. Trong quá khứ, việc mở rộng thường đi kèm với việc di dời nhiều dân tộc bản địa, kết cục của những người này từ bất cứ nơi nào là bị xâm lấn đến bị diệt chủng. Bởi vì, không gian không có cuộc sống được biết đến, vì vậy sẽ không có hậu quả, như một số người ủng hộ thuộc địa không gian đã chỉ ra.

### Giảm bớt dân số và nhu cầu tài nguyên
Một lập luận khác cho việc thực dân hóa không gian là giảm thiểu các tác động tiêu cực của dân số quá đông. Nếu các nguồn lực của không gian được mở ra để sử dụng và môi trường sống hỗ trợ con người sinh tồn có thể được xây dựng, Trái Đất sẽ không cần xác định những giới hạn của sự tăng trưởng dân số. Mặc dù nhiều nguồn tài nguyên của Trái Đất không thể tái tạo, các thuộc địa ngoài hành tinh có thể đáp ứng phần lớn các yêu cầu về nguồn lực của Trái Đất. Với sự sẵn có của các nguồn tài nguyên ngoài Trái Đất, nhu cầu trên Trái Đất sẽ giảm.

### Các đối số khác
Các mục tiêu bổ sung viện dẫn con người bẩm sinh để khám phá và khám phá, một điều được công nhận là cốt lõi của tiến bộ và nền văn minh thịnh vượng.
Nick Bostrom đã lập luận rằng từ góc độ thực dụng, việc thực dân hóa không gian phải là mục tiêu chính vì nó sẽ cho phép một dân số rất lớn sống trong một thời gian rất dài (có thể hàng tỷ năm), sẽ tạo ra một lượng lớn tiện ích (hoặc hạnh phúc). Ông tuyên bố rằng điều quan trọng hơn là giảm nguy hiểm tồn tại để tăng xác suất sống của con người hơn, và việc thúc đẩy phát triển công nghệ để việc thực dân hóa không gian có thể xảy ra sớm hơn. Trong bài báo của mình, ông giả định rằng cuộc sống được tạo ra sẽ có giá trị đạo đức tích cực bất chấp các vấn đề đau khổ khác của nó.
Trong một cuộc phỏng vấn năm 2001 với Freeman Dyson, J. Richard Gott và Sid Goldstein, họ được hỏi lý do tại sao một số người nên sống trong không gian. Câu trả lời của họ là:
- Trải rộng cuộc sống và vẻ đẹp bên ngoài vũ trụ.
- Đảm bảo sự tồn tại của các loài, bao gồm con người.
- Kiếm tiền thông qua các hình thức thương mại hóa không gian mới như vệ tinh năng lượng mặt trời, khai thác tiểu hành tinh và sản xuất không gian.
- Bảo vệ môi trường của Trái Đất bằng cách di chuyển con người và ngành công nghiệp vào không gian.

## Mục tiêu
Mặc dù một số nhu cầu cơ sở có thể dễ dàng được sản xuất trên Trái Đất, những sản phẩm không có giá trị thương mại như: oxy, nước, quặng kim loại cơ bản, silicat,.v.v.), các mặt hàng có giá trị cao trên Trái Đất lại rất phong phú, dễ dàng sản xuất, có chất lượng cao hơn trên không gian. Những điều này sẽ cung cấp (trong dài hạn) lợi nhuận đầu tư ban đầu trong cơ sở hạ tầng không gian.
Một số hàng hóa có giá trị cao bao gồm kim loại quý, đá quý, điện, pin mặt trời, bi, chất bán dẫn, và dược phẩm.
Việc khai thác, gồm khai thác kim loại từ một tiểu hành tinh nhỏ có kích thước 3554 Amun hoặc (6178) 1986 DA, cả hai tiểu hành tinh gần Trái Đất, sẽ gấp 30 lần kim loại mà con người đã khai thác trong suốt lịch sử. Một tiểu hành tinh kim loại có kích thước này sẽ trị giá khoảng 20 nghìn tỷ USD vào giá thị trường năm 2001.
Không gian thuộc địa được xem là mục tiêu dài hạn của một số chương trình không gian quốc gia. Kể từ khi ra đời thương mại hóa không gian thế kỷ 21, đã diễn ra sự hợp tác lớn hơn giữa NASA và khu vực tư nhân, một số công ty tư nhân đã công bố kế hoạch về việc thực dân trên sao Hỏa. Trong số các doanh nhân dẫn đầu cuộc gọi thực dân không gian là Elon Musk, Dennis Tito và Bas Lansdorp.
Trở ngại chính đối với khai thác thương mại các nguồn này là chi phí đầu tư ban đầu rất cao, thời gian rất dài cần thiết cho lợi nhuận kỳ vọng của các khoản đầu tư đó (Dự án Eros có kế hoạch phát triển 50 năm), và thực tế là liên doanh chưa bao giờ được thực hiện trước đây - tính chất rủi ro cao của khoản đầu tư.
Các chính phủ và các tập đoàn được tài trợ tốt đã công bố kế hoạch cho các loại hoạt động mới: du lịch vũ trụ và khách sạn, vệ tinh năng lượng mặt trời, tên lửa đẩy nâng và khai thác tiểu hành tinh - tạo ra nhu cầu và khả năng cho con người có mặt trong vũ trụ.

## Các tổ chức tham gia
Các tổ chức góp phần vào việc định cư trên không gian bao gồm:
- Viện Nghiên cứu Không gian (Space Studies Institute) tài trợ việc nghiên cứu môi trường sống không gian.
- Hiệp hội Vũ trụ Quốc gia (National Space Society) là một tổ chức có tầm nhìn của những người sống và làm việc tại cộng đồng thịnh vượng ngoài Trái Đất. NSS cũng duy trì một thư viện rộng lớn với các bài báo toàn văn và sách về định cư không gian.[37]
- Space Frontier Foundation thực hiện vận động không gian bao gồm đẩy mạnh thị trường tự do, quan điểm tư bản chủ nghĩa về phát triển trong không gian.
- Living Universe Foundation có một kế hoạch chi tiết, trong đó xâm chiếm toàn bộ thiên hà.
- Xã hội Sao Hỏa (Mars Society) thúc đẩy kế hoạch Direct Mars của Robert Zubrin về việc chiếm dụng Sao Hỏa.
- Xã hội hành tinh (The Planetary Society) là nhóm lợi ích không gian lớn nhất, nhưng có một sự nhấn mạnh về thăm dò robot và tìm kiếm sự sống ngoài Trái Đất.
- Viện chiếm dụng không gian (Space Settlement Institute) đang tìm kiếm cách để làm cho định cư không gian xảy ra trong cuộc đời của chúng ta.[38]
- Students for the Exploration and Development of Space (SEDS) là một tổ chức sinh viên được thành lập vào năm 1980 tại MIT và Đại học Princeton.[39]
- Viện tầm nhìn Công nghệ nano (Foresight Institute) - Hướng dẫn nghiên cứu công nghệ nano để cải thiện nhiên liệu, vật liệu thông minh, đồng phục và môi trường cho việc theo đuổi thăm dò không gian và thực dân.[40]
- Liên minh để cứu nền văn minh (Alliance to Rescue Civilization) với kế hoạch thành lập các bản sao lưu của nền văn minh con người trên Mặt Trăng và các địa điểm khác cách xa Trái Đất.
- Dự án Artemis (Artemis Project) có kế hoạch thiết lập một trạm trên bề mặt mặt trăng.
- Vào tháng 6 năm 2013, BIS (British Interplanetary Society) đã bắt đầu một dự án [41] để kiểm tra lại các nghiên cứu thuộc địa không gian của những năm 1970 và sửa đổi chúng theo quan điểm của những tiến bộ được thực hiện.

## Khu định cư tiềm năng

### Thuộc địa Mặt trăng
- Bài chi tiết: Định cư trên Mặt Trăng

### Thuộc địa sao Hỏa

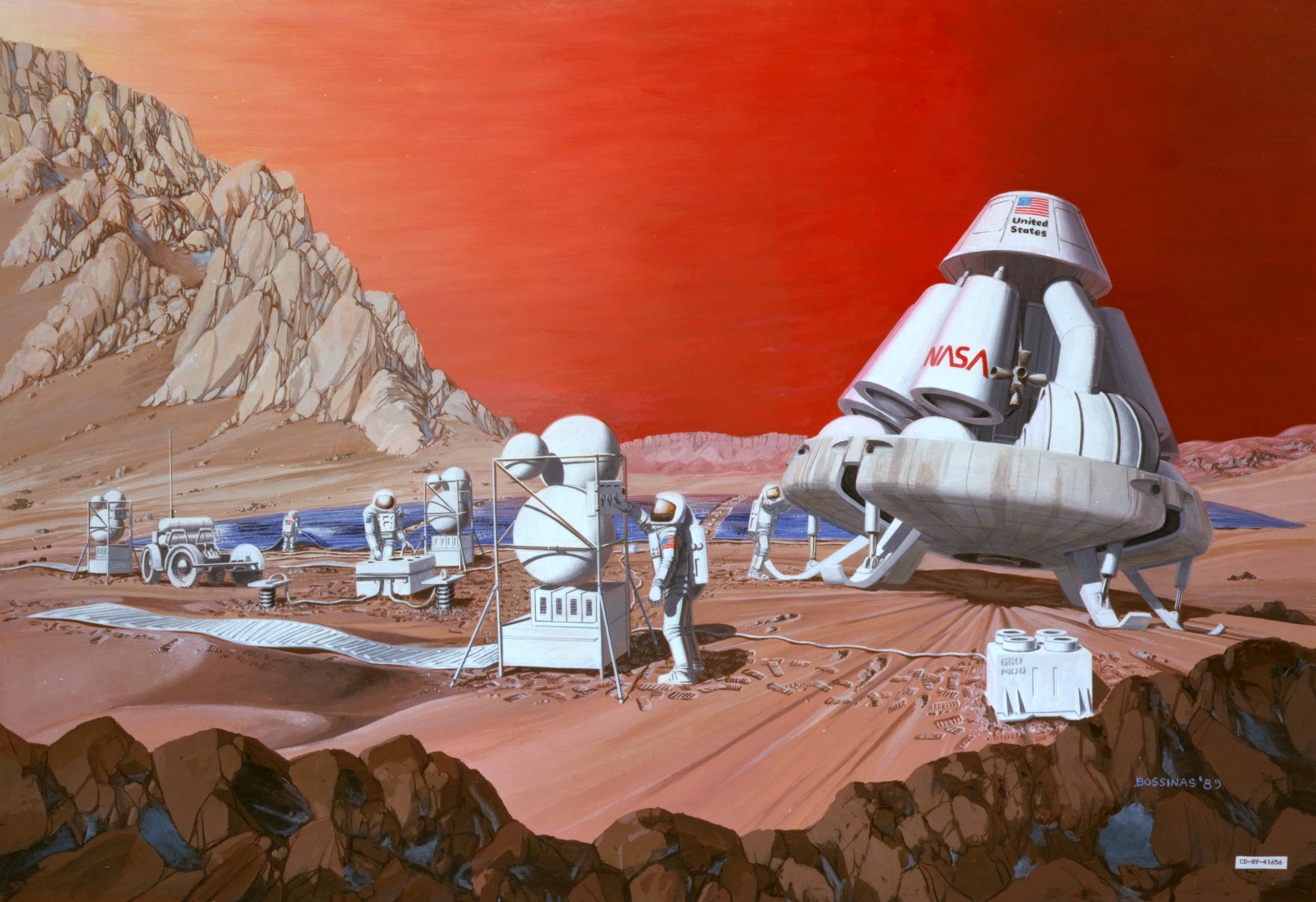

- Bài chi tiết: Định cư trên Sao Hỏa

### Thuộc địa sao Kim
- Bài chi tiết: Định cư trên Sao Kim

### Thuộc địa sao Thủy
- Bài chi tiết: Định cư trên Sao Thủy

### Thuộc địa các tiểu hành tinh
- Bài chi tiết: Định cư trên các tiểu hành tinh

#### Thuộc địa Ceres
- Bài chi tiết: Định cư trên Ceres

#### Thuộc địa Europa
- Bài chi tiết: Định cư trên Europa

#### Thuộc địa Titan
- Bài chi tiết: Định cư trên Titan

### Thuộc địa Vành đai Kuiper
- Bài chi tiết: Định cư trên Vành đai Kuiper

## Lịch sử
Công trình đầu tiên được biết đến để định cư trên không gian là The Brick Moon, một tác phẩm hư cấu được xuất bản năm 1869 bởi Edward Everett Hale, về một vệ tinh nhân tạo có người ở.
Nhà vật lí người Nga Konstantin Tsiolkovsky đã dự đoán các yếu tố của cộng đồng không gian trong cuốn sách của ông Beyond Planet Earth được viết vào khoảng năm 1900. Tsiolkovsky mô tả xây dựng nhà kính và trồng cây trong không gian. Tsiolkovsky tin rằng đi vào không gian sẽ giúp con người hoàn hảo, dẫn đến sự bất tử và hòa bình.
Những người khác cũng đã viết về các khu định cư không gian như Lasswitz vào năm 1897 và Bernal, Oberth, Von Pirquet và Noordung vào những năm 1920. Wernher von Braun đã đóng góp ý kiến của mình trong một bài viết Colliers vào năm 1952. Trong những năm 1950 và 1960, Dandridge M. Cole công bố ý tưởng của mình.
Một cuốn sách khác về đề tài này là cuốn sách The High Frontier: Các thuộc địa của con người trong không gian của Gerard K. O'Neill năm 1977, được theo sau bởi Colonies in Space viết bởi TA Henheimnheimer.
M. Dyson đã viết Home on the Moon; Living on a Space Frontier năm 2003; Peter Eckart viết cuốn sổ tay Lunar Base Handbook năm 2006 và sau đó là Return to the Moon của Harrison Schmitt được viết vào năm 2007.
Tính đến  năm 2013, Bigelow Aerospace là công ty hàng không vũ trụ tư nhân duy nhất đã tung ra hai mô-đun trạm không gian thử nghiệm, Genesis I (2006) và Genesis II (2007), vào quỹ đạo Trái Đất, và đã chỉ ra rằng mô hình sản xuất đầu tiên của họ về môi trường sống trong không gian, BA 330, có thể được đưa ra vào năm 2017.